# Mariakerke
Mariakerke är en ort i Belgien.   Den ligger i provinsen Östflandern och regionen Flandern, i den nordvästra delen av landet, 50 km nordväst om huvudstaden Bryssel. Mariakerke ligger 10 meter över havet och antalet invånare är 11 883.
Terrängen runt Mariakerke är mycket platt. Runt Mariakerke är det mycket tätbefolkat, med 1 221 invånare per kvadratkilometer.. Närmaste större samhälle är Gent, 3,6 km sydost om Mariakerke. 
Runt Mariakerke är det i huvudsak tätbebyggt.